# Jan Verkolje

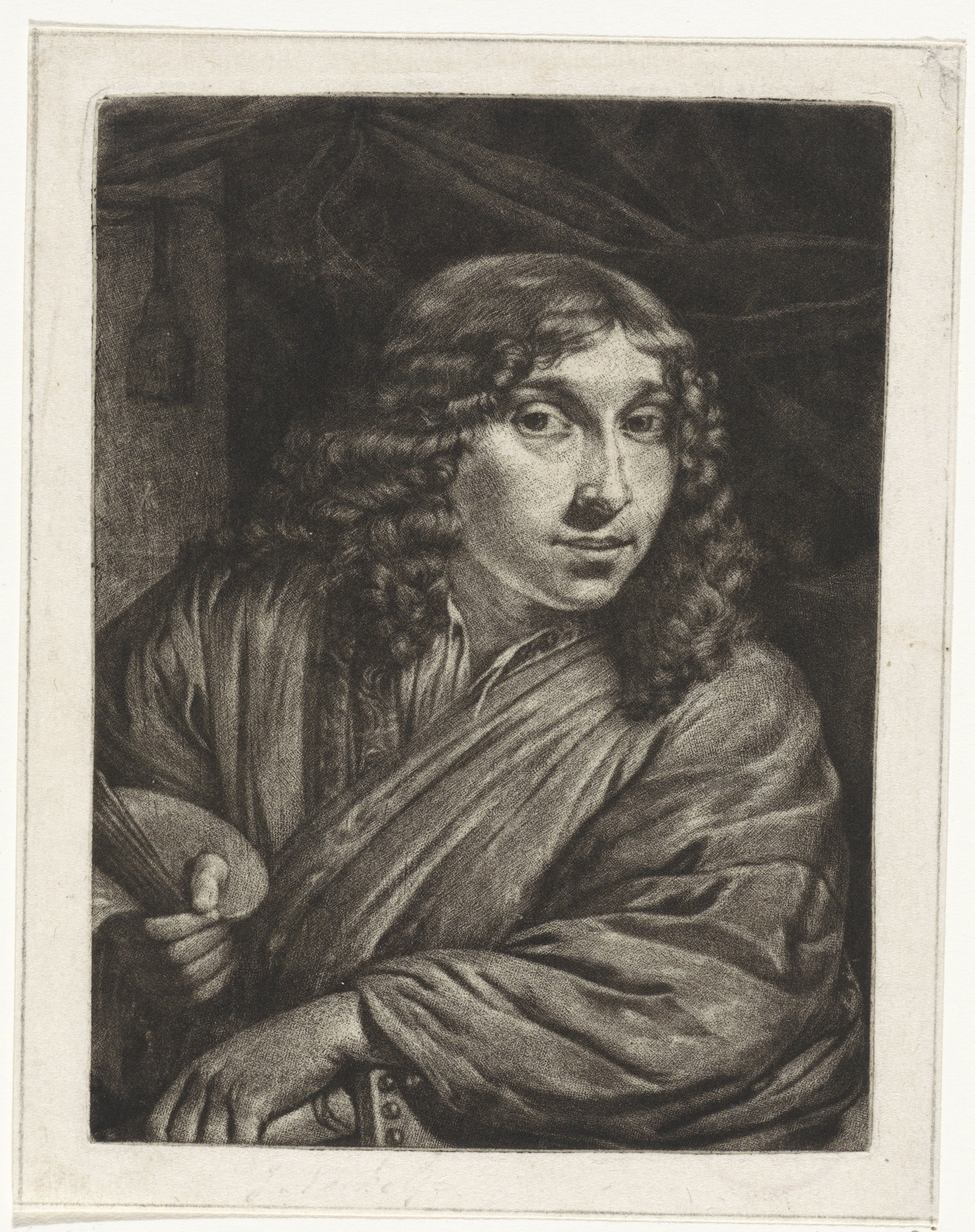
Selbstporträt von Jan Verkolje

Johannes Verkolje (* 9. Februar 1650 in Amsterdam; begraben am 8. Mai 1693 in Delft) war ein niederländischer Maler und Radierer.

## Leben
Verkolje war der einzige Sohn eines Amsterdamer Schlossers namens Benjamin Verkolje (der Familienname taucht auch als Vercoli’é oder Vercoliai auf) und sollte ursprünglich ebenfalls diesen Beruf erlernen. Als er 10 Jahre alt war, wurde er bei einem Spiel (ähnlich dem Dartspiel) mit Altersgenossen versehentlich von dem Wurfpfeil in die Ferse getroffen. Die am Pfeil befestigte Nadel drang tief in seinen Fuß ein. Zunächst konnte er mehrere Wochen damit laufen, ohne dass es ihn schmerzte oder behinderte. Doch die Nadel begann zu wandern und es kam zu Komplikationen. Er wurde zu einem Chirurgen geschickt und musste rund drei Jahre lang flach im Bett liegend verbringen, wobei die Gefahr bestand, sein Bein oder sein Leben zu verlieren. Daher begann er unter der Anleitung seines Freundes Jan Gerritsz van Bronckhorst mit dem Kopieren von Schulbildern. Später versuchte er sich an besserer Kunst, fertigte Kopien von Drucken und brachte sich so autodidaktisch das Zeichnen und Malen bei. Dem Mediziner Joseph Frans Borro, einem berühmten Alchimisten und Wunderheiler, der sich von Dezember 1660 bis Ende 1666 in Amsterdam aufhielt, gelang es, Verkolje vollständig zu heilen. Nach seiner Genesung entwickelte er schnell korrekte Vorstellungen von Proportionen und erwarb sich innerhalb eines Monats mithilfe von Büchern gründliche Kenntnisse der Perspektive.
Anschließend beschäftigte er sich mit der Ölmalerei, wobei er sich an den Werken des Malers Gerard oder Gerrit Pietersz. van Zijl (um 1608 – Dezember 1665) orientierte. Um 1666 ging er für etwa 6 Monate bei Jan Lievens (1607–1674) oder dem jüngeren Jan Andrea Lievens in die Lehre und stellte dort die unvollendeten Werke des 1665 verstorbenen Pietersz. van Zijl fertig. Verkolje hatte zwischenzeitlich auch begonnen, sich mit dem Gravieren von Tafeln zu beschäftigen und wurde auch als Kupferstecher erfolgreich. Zu seinen Werken gehören mehrere Porträts und Historiengemälde. Er wurde stilistisch durch Gerard ter Borch, Gabriel Metsu und Caspar Netscher beeinflusst.
Er übersiedelte nach seiner Vermählung im Jahr 1672 nach Delft, wo er am 19. Juni 1673 in die Gilde aufgenommen wurde. In den Jahren 1678 bis 1688 fungierte er mehrfach als Vorstand (Dekan) der Gilde. Er fertigte Porträts, die hohe Preise erzielten, aber auch mythologische Darstellungen und Sittenbilder wie Die musizierende Gesellschaft (im Reichsmuseum zu Amsterdam) und Die Versuchung (in der Dresdener Galerie). Auch die von ihm angefertigten Blätter in Schabkunst fanden viel Beachtung. Da sich unter diesen Blättern von 1680 bis 1688 auch einige befanden, die er nach Werken von Peter Lely, Godfrey Kneller und Willem Wissing (1656–1687) angefertigt hatte, könnte er sich zu dieser Zeit in London aufgehalten haben. Neben seinen Söhnen waren auch Albertus van der Burch, Joan van der Spriet, Hendrik Steenwinkel, Willem Verschuring (1657–1715), ein Sohn des Malers Hendrik Verschuring, und Thomas van der Wilt.

## Familie

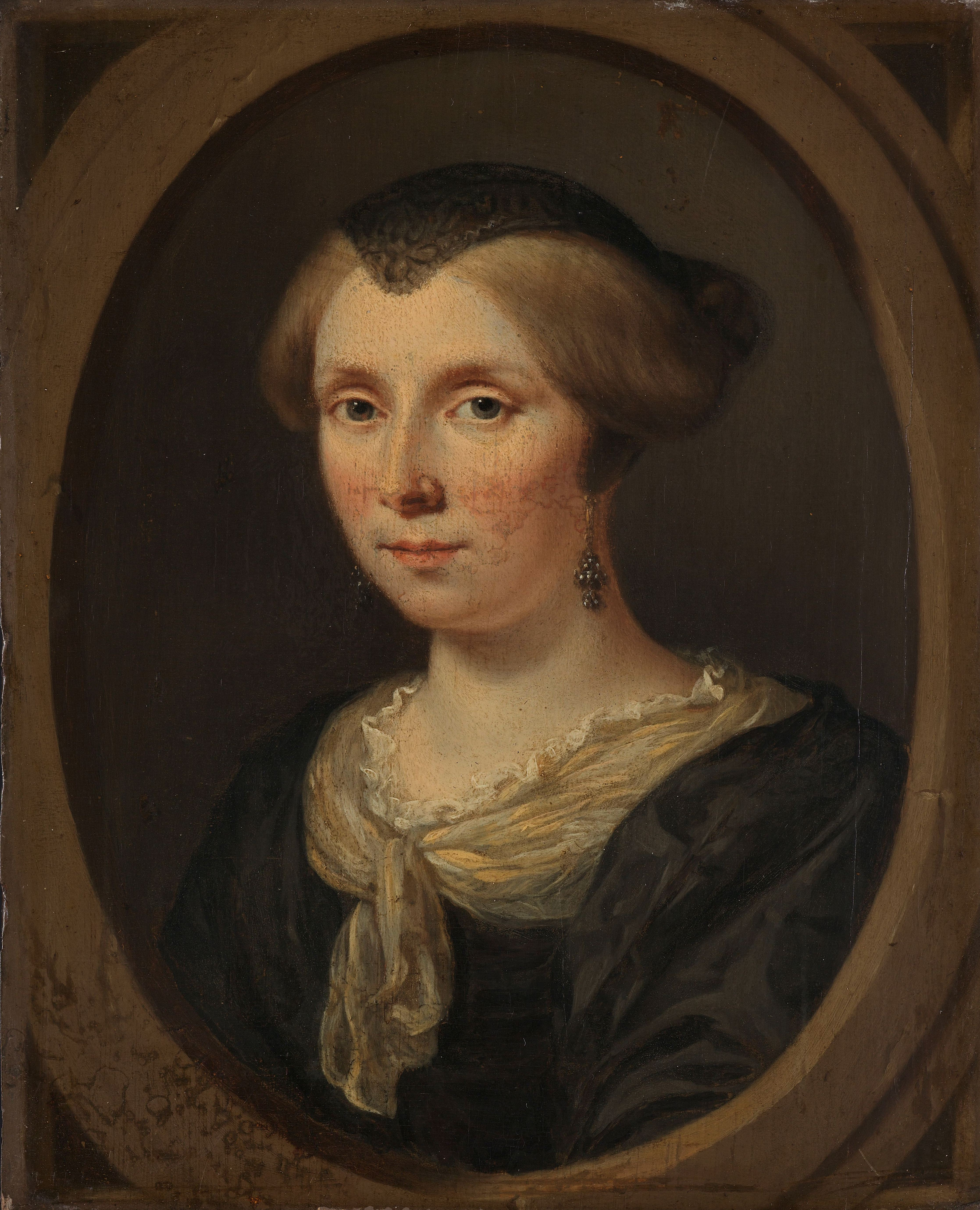
Margaretha Verkolje Ehefrau von Reinier Couturier

Verkolje Schwester Margaretha († 1679), von der er ein Porträt angefertigt hatte, war mit dem Amsterdamer Kaufmann Reinier Couturier verheiratet. Am 8. Oktober 1672 heiratete er Judith (geborene Voorheul oder Verheul; getauft am 24. April 1646), die aus Delft stammte. Sie war die Tochter von Nicolaas Voorheul, dem Stadtchirurgen und dessen Frau Maria (geborene Velsen). Mit ihr hatte er mehrere Kinder, darunter zwei Söhne, die ebenfalls Künstler wurden und drei Töchter.
- Nicolaas Verkolje (* 11. April 1673; getauft am 13. April 1673; † 21. Januar 1746)[4] hat mythologische und Genrebilder gemalt ⚭ 27. März 1706 mit Anna Maria (geborene Wulffingh; 29. März 1686 – 7. Februar 1761)
  - Jacobus Verkolje (1707 – 9. Oktober 1759), Johanna Antonia Verkolje (21. Oktober 1713 – 1800), Nicolaas Verkolje (* 1726)
- Maria Verkolje (7. Oktober 1674 – 4. Mai 1757)
- Anna Verkolje (* 10. November 1675)
- Johannes Verkolje der Jüngere (13. April 1683 – 14. März 1755) wurde Kupferstecher[5] ⚭ mit Magdaleena (geborene van Hell; 1672 – 22. September 1746)
  - Gerardus Verkolje (3. November 1708 – 7. April 1763)
- Johanna Verkolje (9. Juni 1687 – 4. Mai 1761)

## Werke (Auswahl)
- Der zurückgewiesene Antrag
- Die Kunder des Herrn van der Heul

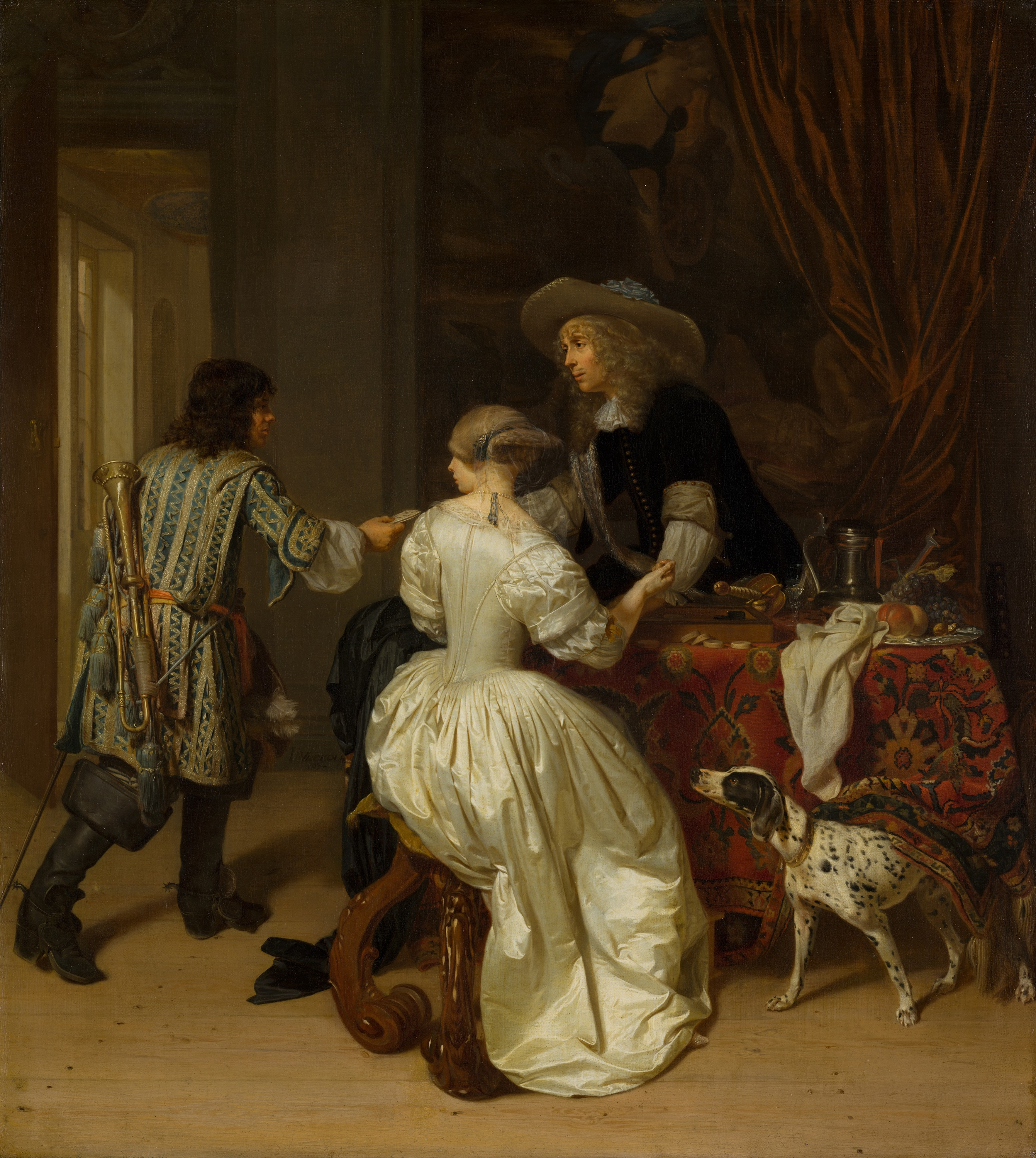
Der Bote

- Die Kinder des Bürgermeisters Berkhout

Porträts
- Porträts des Advokaten de Bries und seine Frau
- Dom. Ger. Brant, auch seines Sohnes Jan Brant und seiner Frau, und insbesondere des Advoc. Bogaart, im Jahr 1685.

Kupferstiche
- Venus und Adonis
- Madam Parson und The Dutchess of Grafton (Isabella, Gräfin von Arlinglon), 1683 (nach Peter Lely)
- Wilhelm Heinrich Prinz von Oranien
- Steffan Wolters (nach Kneller)
- Carl I. König von England
- Maria Königin von Englan